# موسی بزاز
موسی بزاز (عربی: موسى بزاز؛ زادهٔ ۳۰ دسامبر ۱۹۵۷) بازیکن فوتبال اهل فرانسه است.
از باشگاه‌هایی که در آن بازی کرده‌است می‌توان به باشگاه فوتبال رن و باشگاه فوتبال سوشو اشاره کرد.
وی همچنین در تیم ملی فوتبال France U-23 بازی کرده‌است.